# میکروپاکیسفالوسور
میکروپاکیسفالوسور(نام علمی: Micropachycephalosaurus) نام یک گونه از راسته پرنده‌کفلان است.
نام این دایناسور به معنی مارمولک کوچک سرسخت است که فسیلش در چین کشف شده و در سال ۱۹۷۸ توسط دیرینه‌شناس چینی دانگ نام گذاری شده است که طولانی‌ترین نام دایناسوری در جهان است، حال آنکه با طول جثه ای حدود یک متر از کوچکترین دایناسورهاست.